# Sinh tố trái cây

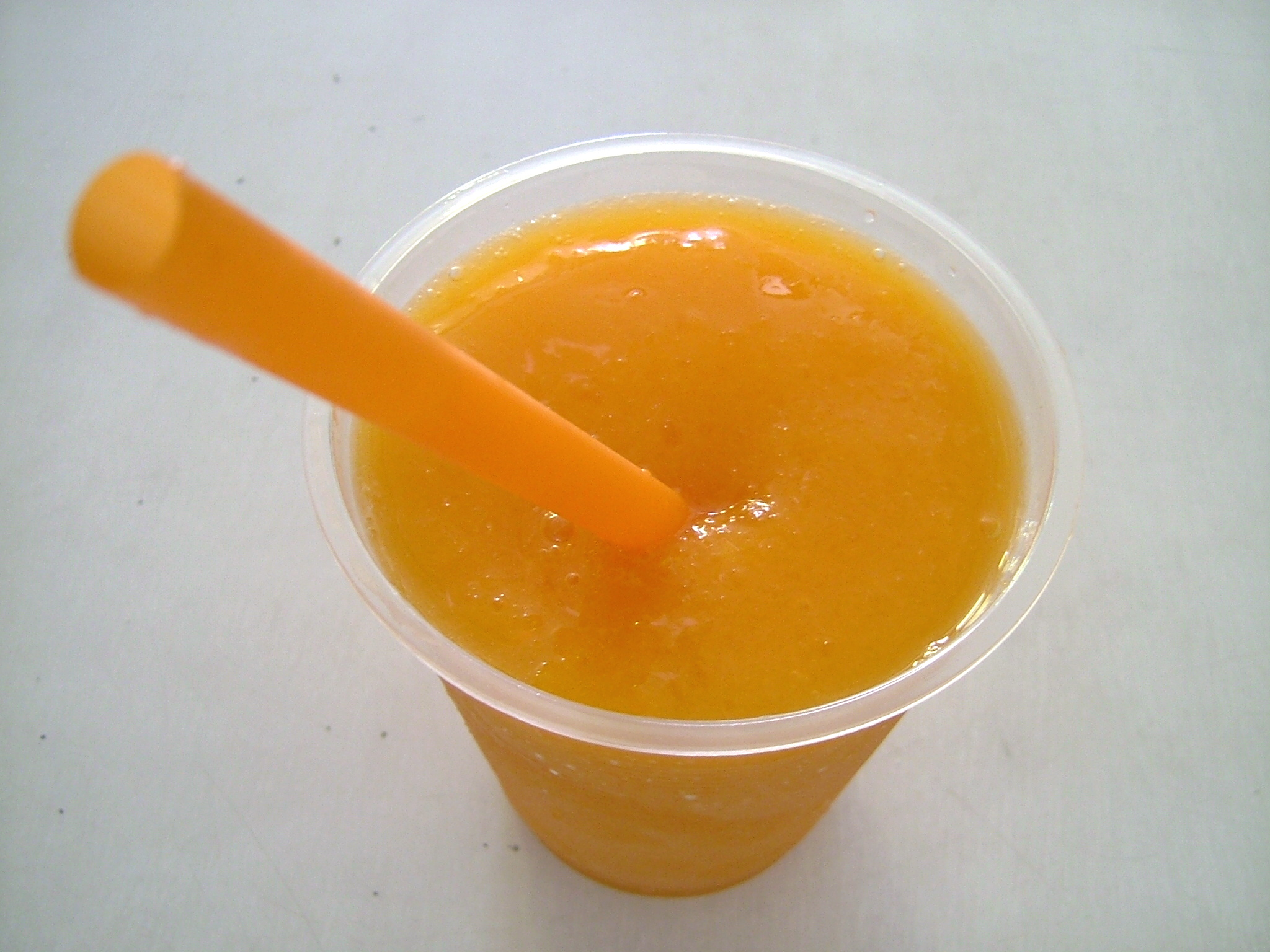
Một ly sinh tố xoài

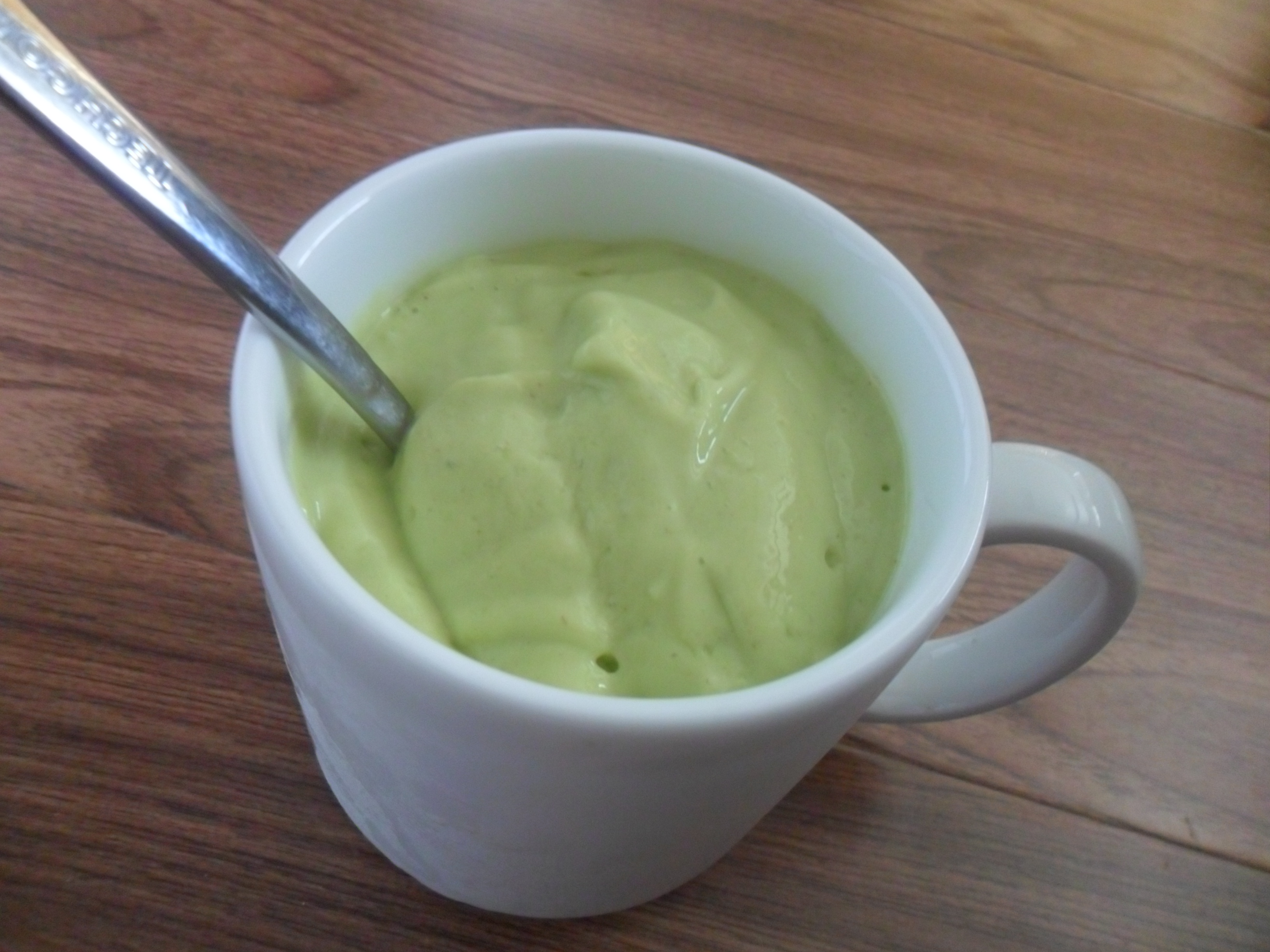
Một cốc sinh tố bơ

Sinh tố là chỉ thức uống được chế biến từ các loại hoa quả tươi bằng cách xay nhuyễn với một vài muỗng cà phê sữa đặc có đường, đá vụn và trái cây tươi. Sinh tố là một nước uống bổ dưỡng giàu vitamin rất tốt cho sức khỏe. Các loại hoa quả thường dùng để làm sinh tố như: dâu tây, cà rốt, bơ, xoài, chuối, dứa, đu đủ, dưa hấu, mãng cầu, táo, mít, sầu riêng, thanh long,...Sinh tố có một sự nhất quán giống sữa lắc nhưng độ sệt cao hơn và dày hơn.

## Lịch sử
Những năm 1970, người đồng sáng lập của công ty Smoothie King, Stephen Kuhnau, đã bắt đầu bán nước ép trái cây pha trộn dưới cái tên "sinh tố". Tuy nhiên, Kuhnau thừa nhận rằng ông không phát minh ra sinh tố.

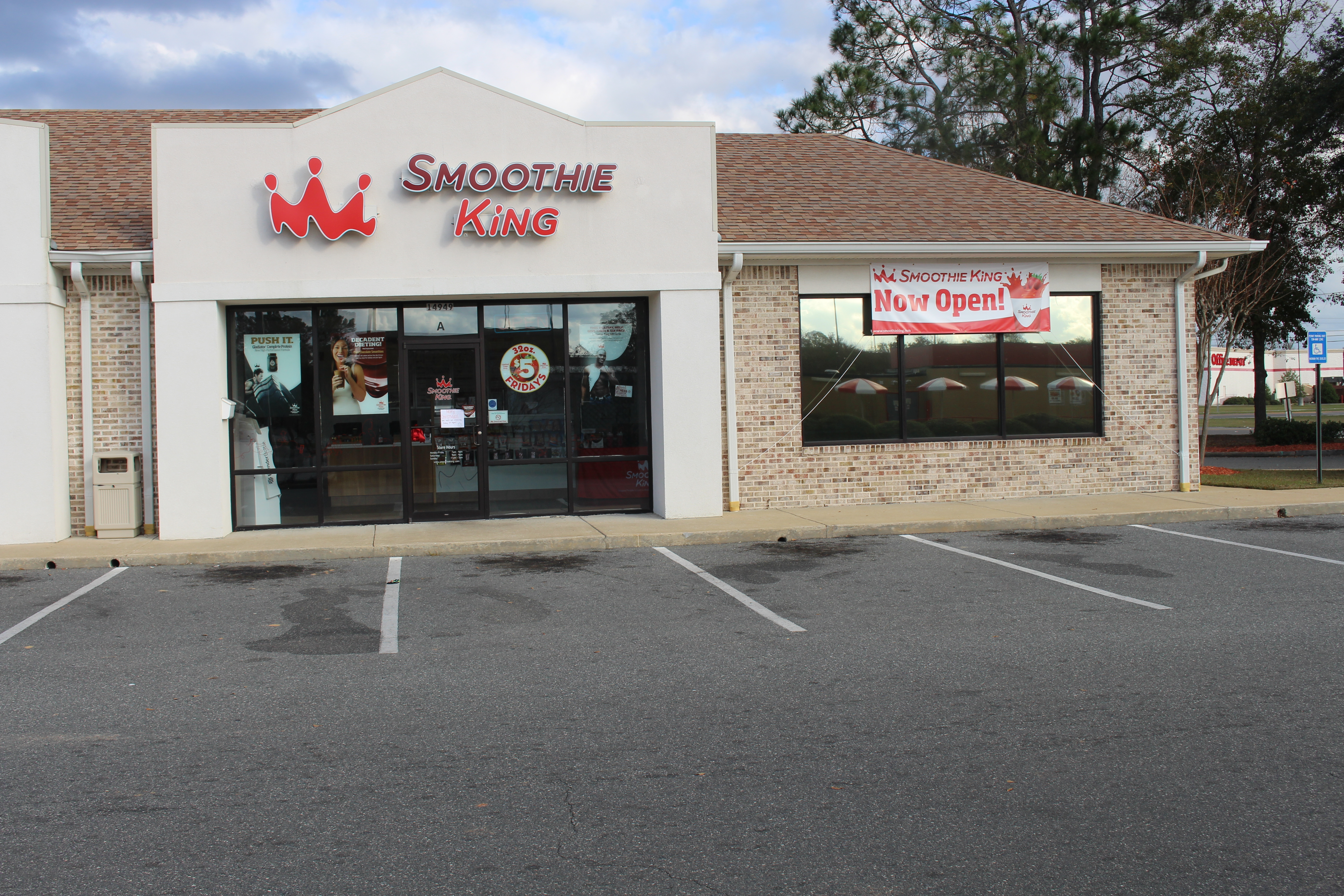
Một cửa hàng Smoothie King tại Thomasville, Thomas County, Geogria, Hoa Kỳ.

## Các loại dưỡng chất
- Vitamin C.
- Vitamin E.
- Vitamin K.
- Vitamin A.
- Vitamin B.
- Chất xơ.
- Kali.
- Axit amin.
- Glucose.

## Lợi ích
Hỗ trợ hệ tiêu hóa

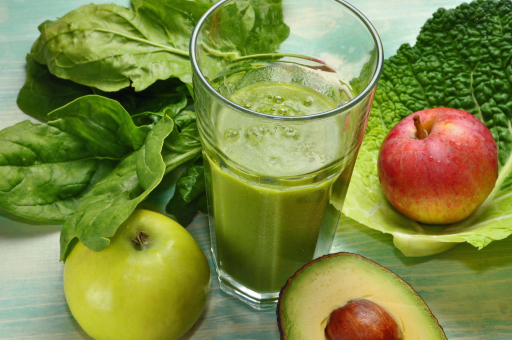
Sinh tố rất tốt cho sức khỏe

Khi bạn đã bắt đầu hình thành thói quen uống sinh tố mỗi ngày, bạn sẽ cảm nhận được hệ tiêu hoá của mình ngày càng được cải thiện tốt hơn. Hệ tiêu hóa hoạt động tốt giúp bạn hấp thụ được nhiều chất dinh dưỡng hơn, đào thải mọi loại độc tố - là nguyên nhân gây bệnh tật.
Vì thế, bạn nên lựa chọn những món sinh tố có hàm lượng chất xơ cao, bao gồm rau xanh, hạt lanh, bơ đậu phộng và probiotics (lợi khuẩn).
Tăng cường hệ thống miễn dịch
Một chế độ ăn uống lành mạnh sẽ giúp bạn chống lại bệnh tật và xây dựng hệ miễn dịch mạnh hơn. Khi uống sinh tố, hãy bổ sung thêm vitamin C có trong những loại trái cây như cam và các loại dâu. Ngoài việc hỗ trợ hệ tiêu hoá, probiotics trong sữa chua cũng có tác dụng với hệ thống miễn dịch.
Cung cấp nguồn năng lượng
Cuộc sống thường nhật khá bận rộn khiến chúng ta không còn để tâm đến bữa ăn đầy đủ chất hoặc lựa chọn thức ăn nhanh thay thế. Vì vậy, bạn có thể không để ý đến việc cân bằng các thành phần dinh dưỡng trong ăn uống. Và khi ấy, sinh tố sẽ là vị cứu tinh đảm bảo việc bổ sung dinh dưỡng cần thiết cho bạn và các thành viên trong gia đình, nhất là đối với trẻ nhỏ. Khi tăng lượng trái cây và rau rươi, bạn sẽ nhận được rất nhiều lợi ích khác như ngủ ngon hơn, ít bệnh vặt hơn, nhiều năng lượng hơn và cảm thấy hạnh phúc hơn.
Cung cấp độ ẩm cho cơ thể và cảm giác no
Lượng nước trong hoa quả tươi mới sẽ giúp cơ thể bạn đủ độ ẩm và cảm giác no khi bạn dùng sinh tố mỗi ngày. Điều này còn có tác dụng tăng cường hàm lượng vitamin, khoáng chất và chất chống oxy hoá cho cơ thể. Bạn cũng có thể thêm nước dừa vào món sinh tố của mình. Nước dừa cung cấp thêm độ ẩm vì nó có chứa các chất điện giải, giúp bạn phục hồi độ ẩm cho cơ thể tương tự với các thức uống thể thao – nhưng không chứa đường.
Giảm cảm giác thèm ăn
Uống một ly sinh tố mỗi ngày sẽ giúp bạn giảm cảm giác thèm ăn trong ngày. Vì cơ thể khi ấy đã nhận đủ chất dinh dưỡng cần thiết. Mỗi khi thèm ăn ngọt, một ly sinh tố giàu vitamin và dưỡng chất sẽ là lựa chọn hoàn hảo để nạp năng lượng mà vẫn giúp bạn có được vóc dáng thon gọn.

## Tác hại

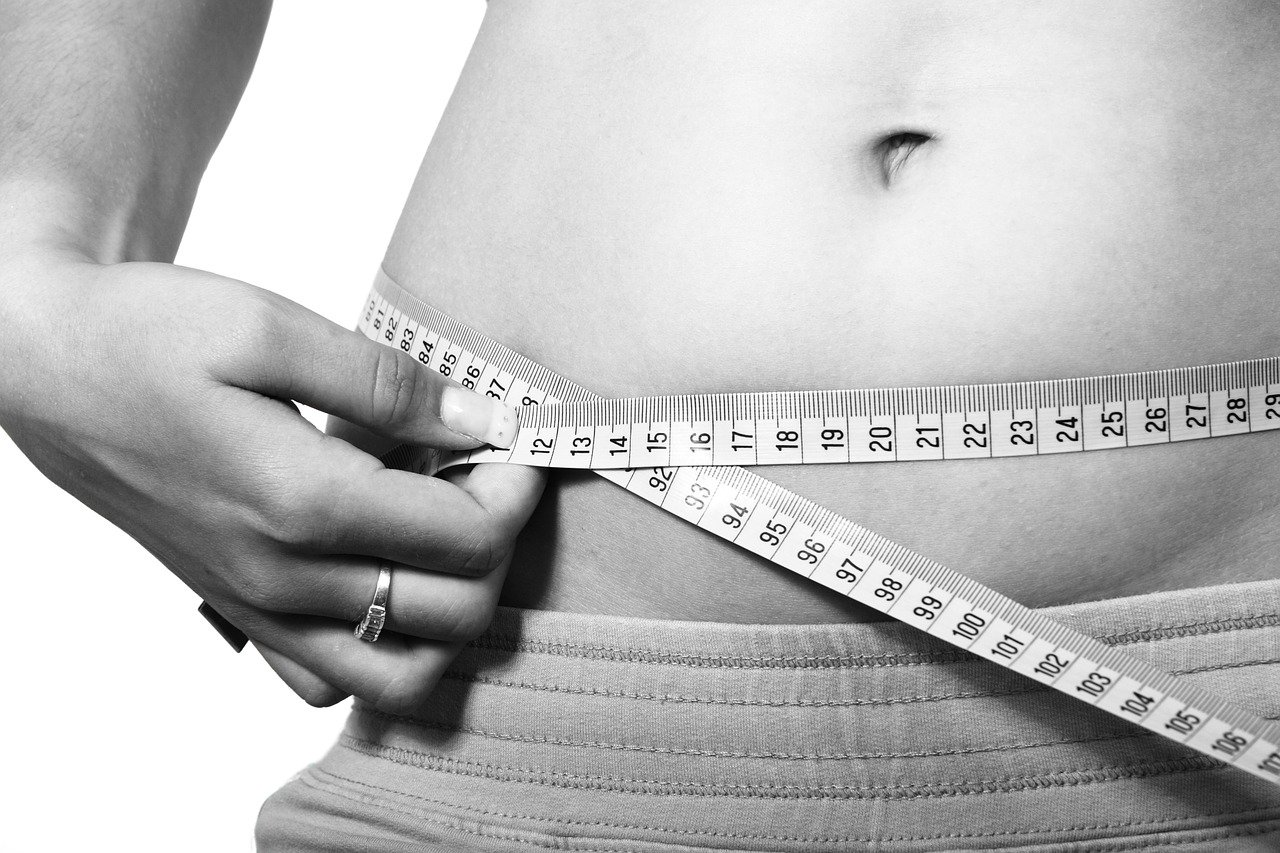
Sinh tố không được khuyến nghị khi uống quá nhiều vì có thể gây béo phì

Tuy có nhiều lợi ích nhưng sinh tố cũng có thể gây dư đường do lượng glucose trong sinh tố khá cao và có thể gây vượt lượng calo cần thiết.